# Göran Flodström
Göran Ingmar Flodström, né le 27 janvier 1953 à Stockholm, est un escrimeur suédois, champion olympique et double champion du monde à l'épée par équipes.

## Carrière
Flodström a connu une carrière courte mais couronnée de succès. Surfant sur la vague du second âge d'or de l'épée suédoise de la deuxième moitié des années 1970 et du début des années 1980, il remporte en deux ans le titre de champion du monde par équipes en 1974 et 1975 dans une équipe complétée par Rolf Edling, Hans Jacobson et Carl von Essen, et le titre olympique par équipes en 1976 avec la même équipe et Leif Högström. Durant chacune de ces victoires, c'est l'équipe d'Allemagne de l'Ouest qui tient le rôle de dauphine de la formation suédoise.
Aux Jeux de Montréal, ses uniques Jeux olympiques, il passe dans l'épreuve individuelle les trois tours de poule préliminaires pour disputer une phase intermédiaire de matchs à élimination directe qualificative pour la poule finale de six tireurs. Après avoir éliminé de justesse le Roumain Nicolae Iorgu (10-10), il est battu par le futur champion Alexander Pusch (7-10) et doit disputer deux matchs de barrage supplémentaires. Il gagne le premier contre Reinhold Behr (10-2) mais échoue aux portes de la poule finale en étant battu par Gyözö Kulcsár, futur médaillé de bronze (4-10). Il se classe ainsi 7e ex æquo.
Dans l'épreuve par équipes, il accumule durant le premier tour les victoires contre les modestes équipes de Hong Kong et d'Iran (sept en huit assauts), balayées par les doubles champions du monde (15 victoires à 1 et 11-4 respectivement). Il remporte ensuite deux de ses trois matchs contre l'Union soviétique en quarts de finale (9-4), puis apporte une simple victoire durant la demi-finale contre l'équipe de Hongrie, rencontre serrée gagnée de peu par les Suédois (8-6). Conséquence possible de sa méforme de la demi-finale, c'est Högström qui dispute la finale contre la RFA à la place de Flodström, finale gagnée par la Suède (8-5). Invaincue, la Suède décroche la médaille d'or, une première en escrime pour le pays.

## Palmarès
- Jeux olympiques
  -  Médaille d'or par équipes aux Jeux olympiques de 1976 à Montréal

- Championnats du monde d'escrime
  -  Médaille d'or par équipes aux championnats du monde d'escrime 1974 à Grenoble
  -  Médaille d'or par équipes aux championnats du monde d'escrime 1975 à Budapest